# André Debray
Pour les articles homonymes, voir Debray.
André Debray, né le 4 octobre 1905 à Paris où il est mort le 10 juin 1954, est un banquier et homme politique français.

## Biographie
Il effectue ses études au lycée Notre-Dame de Sainte-Croix de Neuilly et obtient son baccalauréat en philosophie. Titulaire d'une licence en droit, il devient stagiaire à la Banque de Paris et des Pays-Bas (Paribas) en mai 1927. Il fait carrière dans la banque, dont il est fondé de pouvoirs en 1938, sous-directeur en 1941, directeur-adjoint en 1942 et directeur en octobre 1944, et ce jusqu'à sa mort.
En 1940, il met ses compétences financières au service de la Résistance sous le pseudonyme de Bossuet (son frère Georges Debray était évêque de Meaux, tout comme ce dernier). Le décret le nommant chevalier dans l'ordre de la Légion d'Honneur le cite comme "lieutenant des ex-Forces françaises de l'Intérieur". Il fera parvenir à Londres des renseignements sur la situation économique de la France pendant toute l'occupation allemande et organisera clandestinement un réseau de financement pour la Résistance dans les locaux de Paribas ,. Il devient président du comité de financement de la Résistance pour Paris et commissaire aux finances du conseil national de la Résistance. Participant activement à la libération de Paris, il est blessé le 25 août 1944 lors de l'attaque des Tuileries.
Le 19 décembre 1946, il est élu par l'Assemblée nationale pour représenter le Mouvement républicain populaire (MRP) au Conseil de la République. Il siègera à la Commission des affaires économiques et à la Commission de la défense nationale. Le 7 septembre 1948, son état de santé précaire le dissuade de se représenter et l'amène à se retirer de la vie politique. Il meurt le 10 juin 1954 à Paris.

## Décorations
- Légion d'honneur
- Médaille de la Résistance avec rosette
- Croix de guerre 1939-1945